# 雷震霞
雷震霞（英語：Simon Lei Chang-hsia；1915年10月11日—1970年2月26日；圣名西满；字紫云）是中國籍天主教主教。曾任山西汾陽教區主教（1949年-1963年），1970年被中华人民共和国政府迫害处决。

## 生平
雷震霞出生于1915年10月11日，在中華民國山西省汾阳县的一个信徒村后庄村，父亲名叫雷孝和。1927年，雷震霞加入汾阳宗座代牧区小修院，成為第一批修生。1932年，轉入总修院繼續學習。1939年1月15日，雷震霞在23歲時晋鐸，且担任汾阳小修院院长。
1949年6月9日，雷震霞在38歲時獲時任教宗庇護十二世任命為山西汾陽教區第三任正權主教，当时他正在上海的全國教務協會任职。1949年8月14日，雷震霞在上海由聖座駐華公使教黎培理总主教主禮晉教。
1949年10月1日，中國共產黨在中國大陸地區建立中華人民共和國，並開始針對天主教進行宗教迫害及打壓，教會已經無法正常運作。1955年9月27日在鎮壓反革命運動期間，上海教區主教龔品梅被指反革命被捕後不久，雷主教與汾陽教區的多位神父被指勾結帝國主義，組織反革命集團亦於10月被捕。未經審訊而被判處12年監禁，刑期後來被改為20年。
1970年2月，政府宣稱雷震霞同國外敵對勢力來往、在監獄裡組織「中國宗教政黨」，自任主席、企圖暴動炸獄、出獄後搶劫銀行、糧站，經過數次大會鬥爭，於同月26日改判死刑，且當日執行槍決。同時被槍決的還有太原總教區署理主教郝鼐、榆次教區王世偉神父。此后教会多次要求政府为其平反，未获批准。